# Проспект Відродження
Проспект Відродження (до 2022 року — проспект Аношкіна, до 1995 — вулиця Ленінградська) — один з головних проспектів Кам'янського, розташований у Заводському та Південному районах міста.
Проспект Відродження бере початок від Гімназійного проспекту й продовжує вісь Лівобережного мосту; йде угору на південь; перетинається з центральним проспектом Кам'янського — проспектом Тараса Шевченка й повертає на південний схід; перетинає іншу головну вулицю — проспект Свободи; у районі перехресть з вулицями Колеусівською, Горобця й Кодацькою, змінює напрям до східнішого; простує до прохідної Придніпровського хімічного заводу, де переходить у вулицю Михайла Вербицького.
Довжина — 8000 метрів.
Частиною проспекту від кінця до проспекту Свободи ходить трамвай № 3 з Карнаухівки до ДМК.

## Історія
До німецько-радянської війни де зараз проспект Відродження була межею міста, де закінчувалися хати й починалися пустирі, поля й бездоріжжя. Ленінградська вулиця з'явилася після війни. З початком «холодної війни» в кінці вулиці будується гігант військової атомної промисловості СРСР Придніпровський хімічний завод.
Посередині вулиці розташовувався пустир для дворядних опор ЛЕП, що йшли вулицею до ПХЗ і «Азота». Містянам була надана можливість мати сади від Гімназичного проспекту до Спортивної вулиці.
Пустир від 9-ї міської лікарні до проспекту Свободи був засаджений чагарниками «димної» скумпії. Чагарники стали притонами п'яниць та хуліганів, тому в середині 1970-х років їх викорінили. Пустирі стали місцем вигула собак.
У 1972 році, після повстання на День молоді, влада почала поліпшувати умови життя міста — у кінці того ж року почали будувати екологічно чистий житловий район — Лівий Берег. У кінці 1980-х років демонтували ЛЕП й знищили сади для будівництва Лівобережного мосту. З Лівого Берега Лівобережним мостом (завершено 1996 року) та Ленінградською вулицею до «Азота» (за деякими планами навіть до Карнаухівки) мав бути прокладений швидкісний трамвай.
За часів УРСР Ленінградська вулиця переважно забудовувалася житлово-будівельним відділенням ПХЗ.
Після смерті колишнього директора ПХЗ Михайла Аношкіна 3 жовтня 1995 року за рішенням Дніпродзержинського міськвиконкома № 306 від 11 жовтня 1995 року Ленінградська вулиця була перейменована на проспект Аношкіна.
26 квітня 2024 року Кам'янська міська рада перейменувала проспект Аношкіна на проспект Відродження.

## Будівлі
- № 3А — Кам'янський міський військкомат,
- № 7/42 — УВС м. Кам'янське,
- № 26 — Кам'янська центральная аптека,
- № 29 — Поліклініка сімейної медицини,
- № 37 — Дитячий садок № 6 «Ластівка»,
- № 67 — Спеціалізована медико-санітарна частина № 8, Кам'янська СЕС ООРР, Дитячий садок № 14,
- № 72 — Міська лікарня № 9,
- № 78 — Пологовий будинок,
- № 81 — НВП «Укроагротех»,
- № 85 — Ясла-садок комбінованого типу № 7 «Пролісок»,
- № 86 — Кам'янський металургійний коледж, корпус № 1,
- № 88 — Гуртожиток Кам'янського металургійного коледжу,
- № 102 — Технолого-економічний технікум ДДТУ,
- № 105 — Готель «Олімпія»,
- № 109 — Спортивний комплекс «Прометей» (плавательний басейн ПХЗ),
- № 112 — ТОВ «Спецремтехнологія»,
- № 115 — поштове відділення 51917,
- № 121 — Середня школа № 10,
- № 179 — Заводоуправління ДП «Смоли», Державне науково-виробниче підприємство «Цирконій», Придніпровський хімічний завод,
- № 181 — ДП «38-й відділ інженерно-технічних частин» Міністерства оборони України, ВАТ «Придніпровське управління будівництва».

## Перехресні вулиці
- Лівобережний міст (ним йде автошлях Т 0412)
- Гімназичний проспект
- Макіївська вулиця
- Васильєвська вулиця
- проспект Тараса Шевченка
- Братська вулиця
- вулиця Спортивна
- вулиця Героїв Рятувальників
- вулиця Медична
- вулиця Шепєтова
- Запорізька вулиця
- проспект Свободи
- вулиця Юрія Волкова
- вулиця Республіканська
- провулок Максима Чиженка
- вулиця Миколи Лисенка
- вулиця Василя Овчинникова
- 2-й Маршовий провулок
- 1-й Маршовий провулок
- вулиця Максима Рильського
- вулиця Маршова
- вулиця Гетьмана Дорошенка
- вулиця Віталія Попруги
- вулиця Гоголя
- вулиця Водяна
- вулиця Троїцька
- вулиця Колеусівська
- вулиця Горобця
- вулиця Кодацька
- вулиця Михайла Вербицького